# Římskokatolická farnost Bučovice
Římskokatolická farnost Bučovice je územní společenství římských katolíků ve slavkovském děkanství s farním kostelem Nanebevzetí Panny Marie.

## Území farnosti
Do farnosti náleží území těchto obcí (respektive místních částí):
- Bučovice
- Černčín
- Kloboučky
- Kojátky
- Marefy
- Mouřínov
- Šardičky
- Vícemilice

## Historie farnosti
První písemné zmínky o Bučovicích pochází z roku 1322. Archeologické nálezy v roce 2000 však prokázaly, že v prostoru dnešní zámecké zahrady a dvora stával v 1. polovině 13. století velký kamenný kostel. Současný farní kostel Nanebevzetí Panny Marie pochází z let 1637–1641, jeho dnešní podoba je výsledkem úpravy z poloviny 18. století a zejména klasicistní přestavby a rozšíření kostela ve 20. letech 19. století. 

## Duchovní správci
Od července 1993 byl farářem D. ThLic. ICLic. Maxmilián Vladimír Filo, OPraem. Toho od srpna 2017 jako administrátor vystřídal R. D. Mgr. Tomáš Fránek, B.A., ten odešel k 31. červenci 2025 a vystřídal jej od 1. srpna 2025 Damián Škoda.

## Bohoslužby
| Kostel                  | Místo    | Bohoslužba (den)                                 | Hodina                | Poznámka     |
| ----------------------- | -------- | ------------------------------------------------ | --------------------- | ------------ |
| Nanebevzetí Panny Marie | Bučovice | neděle pondělí úterý středa čtvrtek pátek sobota | 8.30 18.30 18.00 8.00 | Farní kostel |

## Aktivity ve farnosti
Dnem vzájemných modliteb farností za bohoslovce a bohoslovců za farnosti brněnské diecéze je 19. březen. Adorační den připadá na 26. července.
Ve farnosti se pravidelně pořádá tříkrálová sbírka. V roce 2014 se při ní vybralo 108 178 korun, o rok později 121 196 korun. V roce 2016 se při sbírce vybralo 118 427 korun. Výtěžek v roce 2019 dosáhl 140 857 korun. Na varhany hrají Hana Hasalová a Marcela Dřímalová.